# For the Young (musikalbum)
For the Young är Anna Ternheims femte studioalbum som släpptes den 13 november 2015.

## Låtlista
Alla låtar är skrivna och komponerade av Anna Ternheim om ingenting annat anges. 
| Nr           | Titel                                         | Längd |
| ------------ | --------------------------------------------- | ----- |
| 1.           | Hours                                         | 3:08  |
| 2.           | Still a Beautiful Day                         | 2:48  |
| 3.           | For the Young                                 | 3:51  |
| 4.           | Caroline                                      | 3:09  |
| 5.           | Walk Right In (Pat McLaughlin, Anna Ternheim) | 3:28  |
| 6.           | Lonely One                                    | 3:28  |
| 7.           | Keep Me in the Dark                           | 3:37  |
| 8.           | Only Those Who Love                           | 3:51  |
| 9.           | Don't Leave                                   | 3:18  |
| 10.          | Just As Friends                               | 3:00  |
| Total längd: | Total längd:                                  | 33:38 |